# Rudbekija
Rudbekija (pupavica, lat. Rudbeckia) je rod biljaka dvosupnica, jednogodišnjeg i dvogodišnjeg raslinja i trajnica iz porodice glavočika.
Obuhvaća 32 vrste:
1. Rudbeckia alpicola Piper
2. Rudbeckia amplexicaulis Vahl
3. Rudbeckia auriculata (Perdue) Kral
4. Rudbeckia californica A. Gray
5. Rudbeckia chapmanii C. L. Boynton & Beadle
6. Rudbeckia deamii S. F. Blake
7. Rudbeckia fulgida Aiton
8. Rudbeckia glaucescens Eastw.
9. Rudbeckia graminifolia (Torr. & A. Gray) C. L. Boynton & Beadle
10. Rudbeckia grandiflora (Sw.) J. F. Gmel. ex DC.
11. Rudbeckia heliopsidis Torr. & A. Gray
12. Rudbeckia hirta L.
13. Rudbeckia klamathensis P. B. Cox & Urbatsch
14. Rudbeckia laciniata L.
15. Rudbeckia maxima Nutt.
16. Rudbeckia missouriensis Engelm. ex C. L. Boynton & Beadle
17. Rudbeckia mohrii A. Gray
18. Rudbeckia mollis Elliott
19. Rudbeckia montana A. Gray
20. Rudbeckia nitida Nutt.
21. Rudbeckia occidentalis Nutt.
22. Rudbeckia palustris Eggert ex C. L. Boynton & Beadle
23. Rudbeckia scabrifolia L. E. Br.
24. Rudbeckia speciosa Wender.
25. Rudbeckia subtomentosa Pursh
26. Rudbeckia sullivantii C. L. Boynton & Beadle
27. Rudbeckia tenax C. L. Boynton & Beadle
28. Rudbeckia terraenigrae J. J. N. Campb. & W. R. Seymour
29. Rudbeckia texana (Perdue) P. B. Cox & Urbatsch
30. Rudbeckia triloba L.
31. Rudbeckia truncata Small
32. Rudbeckia umbrosa C. L. Boynton & Beadle